# Kemmern
Kemmern è un comune tedesco di 2 592 abitanti, situato nel land della Baviera.